# Zbąszyń
Zbąszyń (deutsch Bentschen) ist eine Stadt im Powiat Nowotomyski in der Woiwodschaft Großpolen in Polen. Sie ist Sitz der gleichnamigen Stadt-und-Land-Gemeinde.

## Geographie
Zbąszyń liegt etwa 100 Kilometer östlich von Frankfurt (Oder) und etwa 75 Kilometer westlich von Posen (Poznań). Durchflossen wird sie von der Obra, aus der sich auch der unmittelbar an die Stadt angrenzende See Zbąszyńskie (Bentschender See, poln. auch Błędno oder Jezioro Zbąszyńskie) speist. Auch die Eisenbahnstrecke Berlin–Posen–Warschau–Moskau, die 1870 entstand, durchquert die Stadt. Die Gemeinde gehört der Euroregion Pomerania an.

## Geschichte

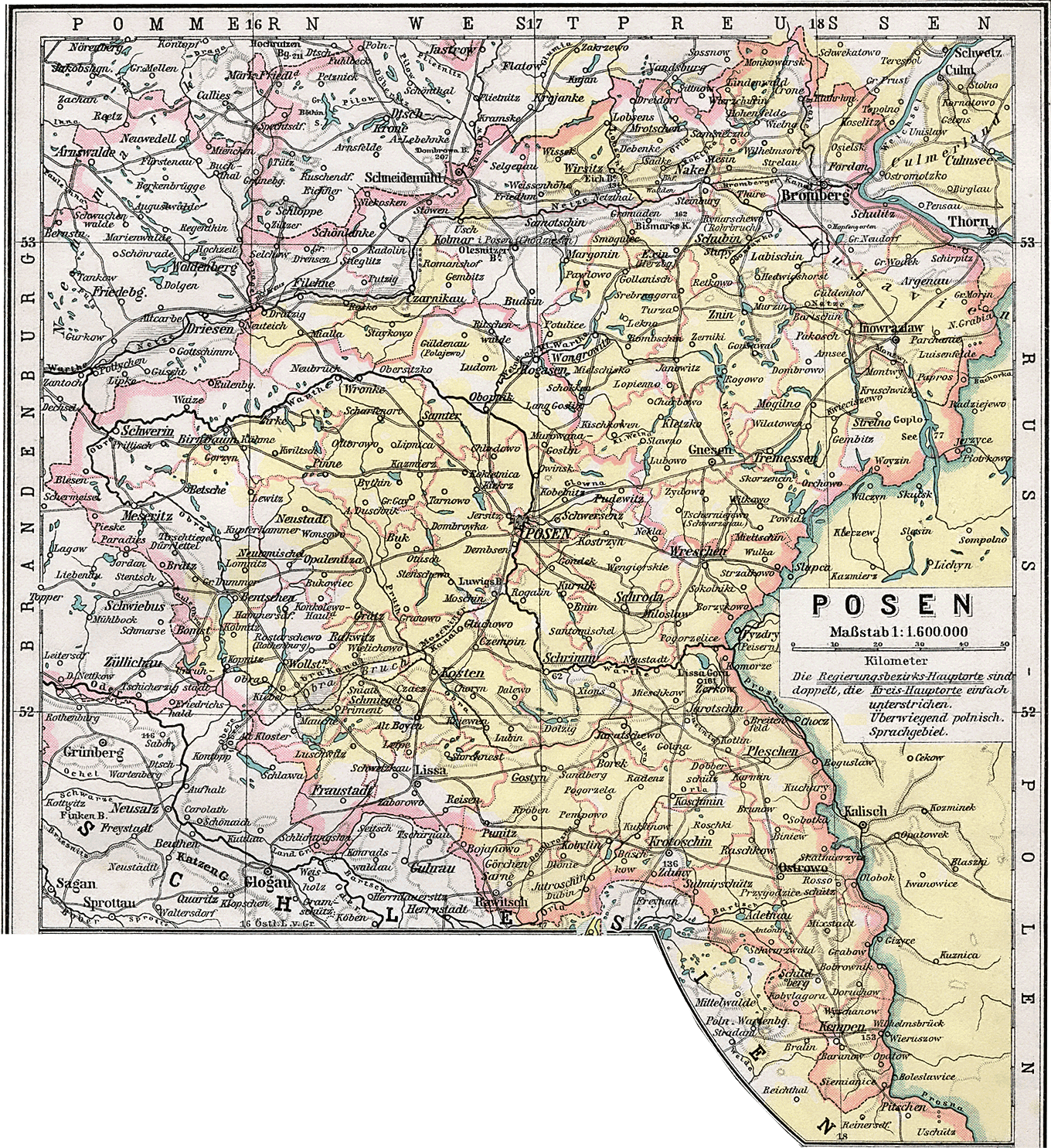
Bentschen südwestlich der Stadt Posen und nördlich der Stadt Züllichau auf einer Landkarte der Provinz Posen von 1905 (gelb markierte Flächen kennzeichnen Gebiete mit seinerzeit mehrheitlich polnischsprachiger Bevölkerung).

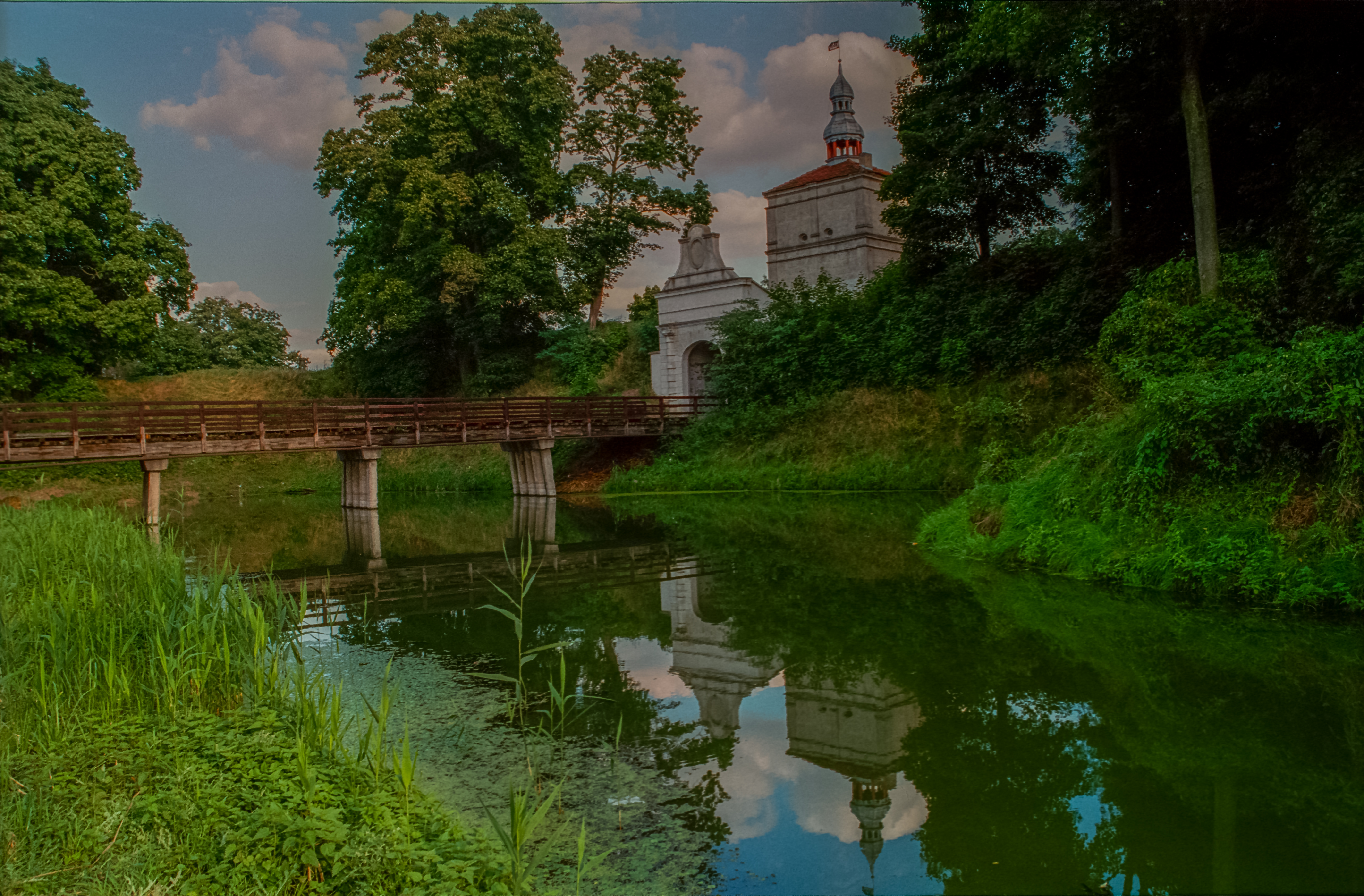

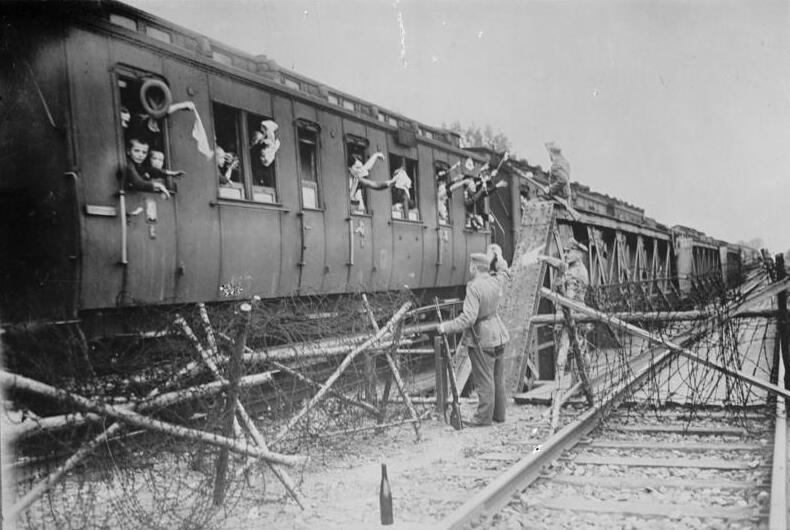
Ankunft deutscher Flüchtlinge 1920 in Bentschen

Die erste schriftliche Erwähnung stammt aus dem Jahre 1231, worauf bereits 1311 das Stadtrecht an Bentschen verliehen wurde. Somit gehört Bentschen zu den ältesten Städten Polens. Bis zum Ende des 14. Jahrhunderts war Bentschen im Besitz von Fürsten und Königen. Der damalige König Władysław II. Jagiełło übergab die Stadt 1393 dem Woiwoden von Masowien Jan Głowacz, dessen Familie ihren Namen von Nałęcz auf Zbąszy änderte; daher der heutige Name Zbąszyń. Ab 1613 kam Bentschen in den Besitz der Stammesfamilie Ciświcki, die den Bau der Burg beendete. Ein Teil dieser Burg steht heute noch im Städtischen Park. Im Jahre 1700 übernahm die Stammesfamilie Garczyński den Sitz.
Im 17. Jahrhundert erfuhr die Stadt einen starken Zuzug aus Deutschland; sie blieb bis 1920 überwiegend deutschsprachig. Nach der zweiten Teilung Polens im Jahr 1793 gehörte die Stadt nun zu Preußen. Die Bahnstrecke Frankfurt (Oder)–Posen wurde 1870 gebaut. 1915 kamen beim Eisenbahnunfall von Bentschen im Bahnhof der Stadt 23 Menschen ums Leben. Der Versailler Vertrag entschied die Grenzverschiebung, so dass Bentschen ab 1920 wieder als Grenzstadt zu Polen gehörte. Die Straße des 17. Januar 1920 erinnert heute noch daran. Westlich der 1920 festgelegten Grenze wurde auf deutscher Seite in den 1920er Jahren die Gemeinde Neu Bentschen (heute Zbąszynek) rund um den neuen Bahnhof Neu Bentschen gegründet, nachdem deutsch-polnische Verhandlungen über die gemeinsame Nutzung des Bentschener Bahnhofs als Grenzbahnhof gescheitert waren. Im nunmehrigen Zbąszyń nahm der polnische Bevölkerungsanteil zu, bedingt auch durch den Bedarf an Eisenbahn- und Zollbeamten für den als polnischen Grenzbahnhof genutzten Bahnhof der Stadt.
Ende Oktober 1938 erfolgte die Polenaktion, die Abschiebung von etwa 17.000 polnischen Juden aus Deutschland. Diejenigen, die in Polen keine Familienangehörigen bzw. Bekannten hatten, bei denen sie unterkommen konnten, und diejenigen, denen man die Einreise verweigerte, wurden in Zbąszyń interniert. Für Herschel Grynszpan, dessen Eltern betroffen waren, war dies Anlass, in Paris den deutschen Botschaftsmitarbeiter Ernst vom Rath zu erschießen.
Während der Besetzung Polens nach dem Überfall auf Polen 1939 gehörte die nunmehr wieder Bentschen genannte Stadt zum Landkreis Grätz im Reichsgau Wartheland. Wie im gesamten Reichsgau wurden zahlreiche Polen, von denen sich nicht wenige erst in der Zwischenkriegszeit angesiedelt hatten, in das Generalgouvernement vertrieben. Im Januar 1945 erreichte die Rote Armee den Raum Bentschen und besetzte die Stadt. Nach Kriegsende wurde die Region von der Sowjetunion unter die Verwaltung der Volksrepublik Polen gestellt. Die deutsche Bevölkerung wurde im Laufe des Jahres 1945, soweit sie nicht schon vor der Roten Armee geflohen war, von der örtlichen polnischen Verwaltungsbehörde nach Westen vertrieben. Neben zurückgekehrten Polen der Vorkriegszeit siedelten sich auch Polen und Ukrainer aus den an die Sowjetunion gefallenen Gebieten östlich der Curzon-Linie an, dem ehemaligen Ostpolen.

### Demographie
| Jahr | Einwohnerzahl | Anmerkungen |
| ---- | ------------- | --- |
| 1800 | 0948          | in 154 Wohnhäusern, darunter 115 Juden, zum Teil Polen |
| 1803 | 1019          | [ 6 ] |
| 1816 | 0937          | davon 378 Evangelische, 370 Katholiken, 189 Juden |
| 1821 | 1221          | [ 6 ] |
| 1826 | 1300          | [ 7 ] |
| 1837 | 1638          | in 195 Häusern |
| 1843 | 1670          | [ 5 ] |
| 1858 | 1810          | [ 5 ] |
| 1861 | 1863          | [ 5 ] |
| 1867 | 2277          | am 3. Dezember |
| 1871 | 2452          | darunter 1300 Evangelische, 900 Katholiken 250 Juden (105 Polen); nach anderen Angaben 2451 Einwohner, darunter 1213 Evangelische, 1016 Katholiken, 222 Juden |
| 1875 | 2420          | [ 10 ] |
| 1880 | 2677          | [ 10 ] |
| 1890 | 3176          | darunter 1493 Katholiken, 149 Juden (200 Polen) |
| 1900 | 3797          | meist Katholiken |
| 1910 | 4473          | am 1. Dezember |

## Sehenswürdigkeiten
- Fürstenburg: Ein Teil der Fürstenburg, die 1627 erbaut wurde, dient heute als Stadtmuseum. Der dahinter liegende Städtische Schlosspark enthält noch einige Ruinen aus der damaligen Zeit.
- Marienkirche: Die um das Jahr 1757 bis 1796 erbaute Marien-Kirche (oder auch Rokoko-Kirche) ist eine römisch-katholische Barockkirche die auf sumpfigem Boden gebaut wurde. Die beiden Kirchtürme werden heute mit Seilen festgehalten.
- Musikschule: In der Musikschule Zbąszyń befindet sich die einzige Klasse Polens mit dem Fach Volksinstrumentenlehre.
- Jezioro Błędno: Der 760 ha große Jezioro Błędno (Bentschener See), der ein Teil der Obra bildet, verfügt über einen Badestrand. Dort werden auch Segelschiff-, Bootsfahrten und Paddelboottouren veranstaltet. Angelvereine sind dort auch anzutreffen. Das Stadtwappen mit dem Schwan erinnert an die vielen Schwäne, die wie einst auch heute am See anzutreffen sind.
- Wälder: Die Wälder um Bentschen herum sind sehr pilzreich und bieten Spaziergängern Erholungsmöglichkeiten.

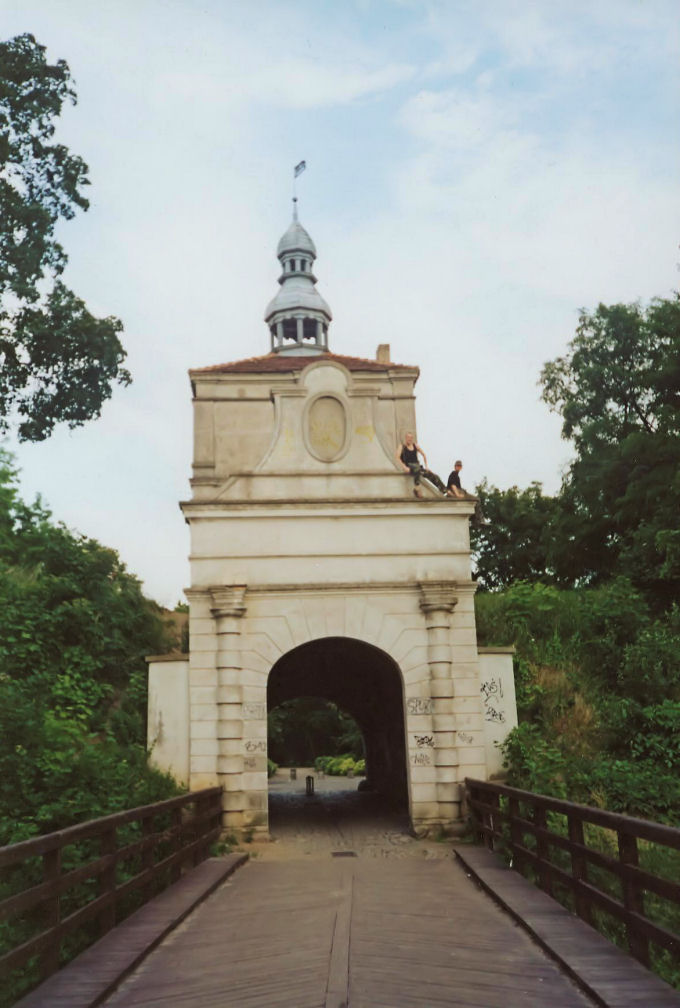
Torhaus der früheren Burg
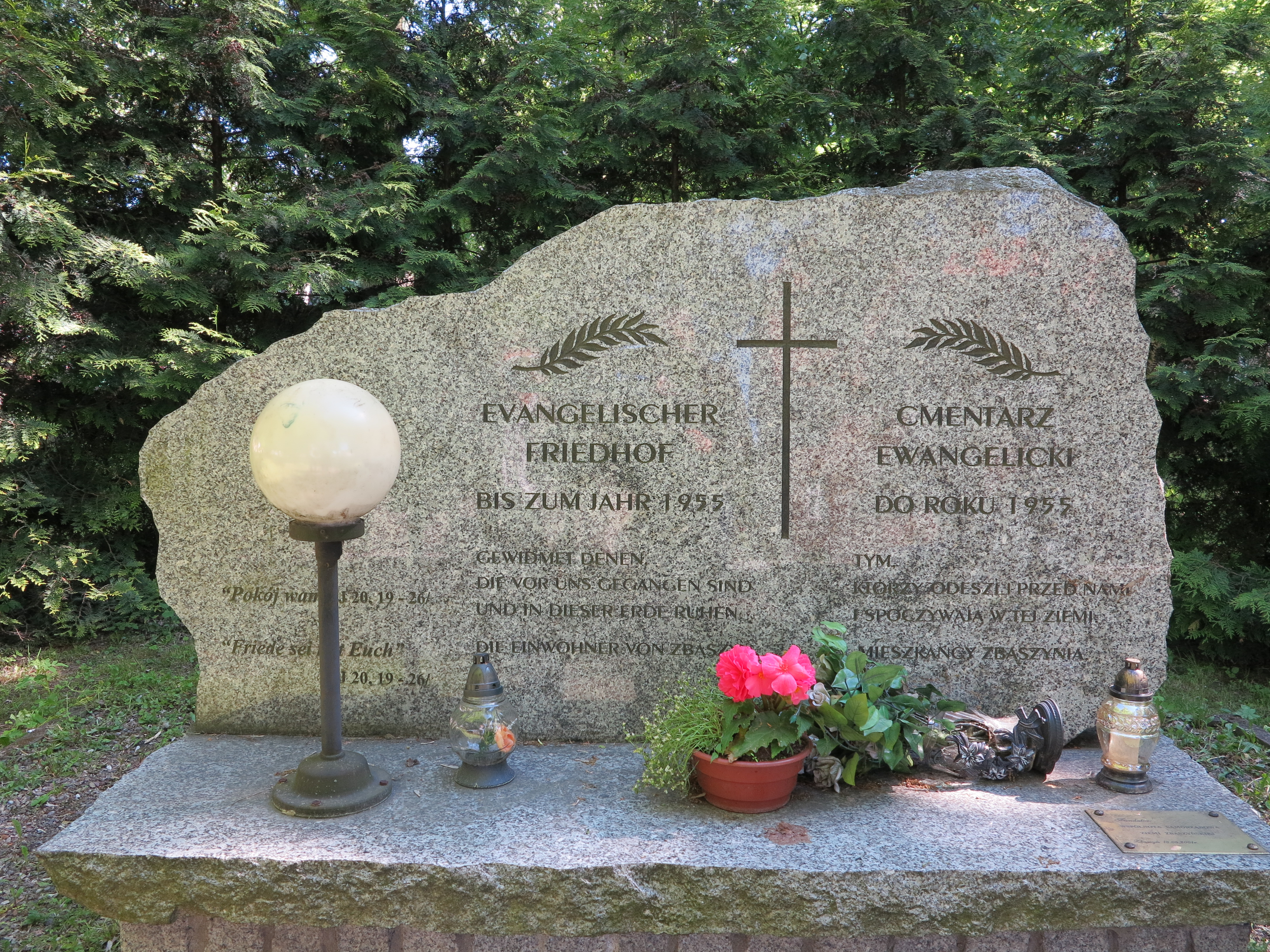
Dieser Stein erinnert an die ehemaligen deutschen Bewohner, die auf dem damaligen evangelischen Friedhof beerdigt wurden
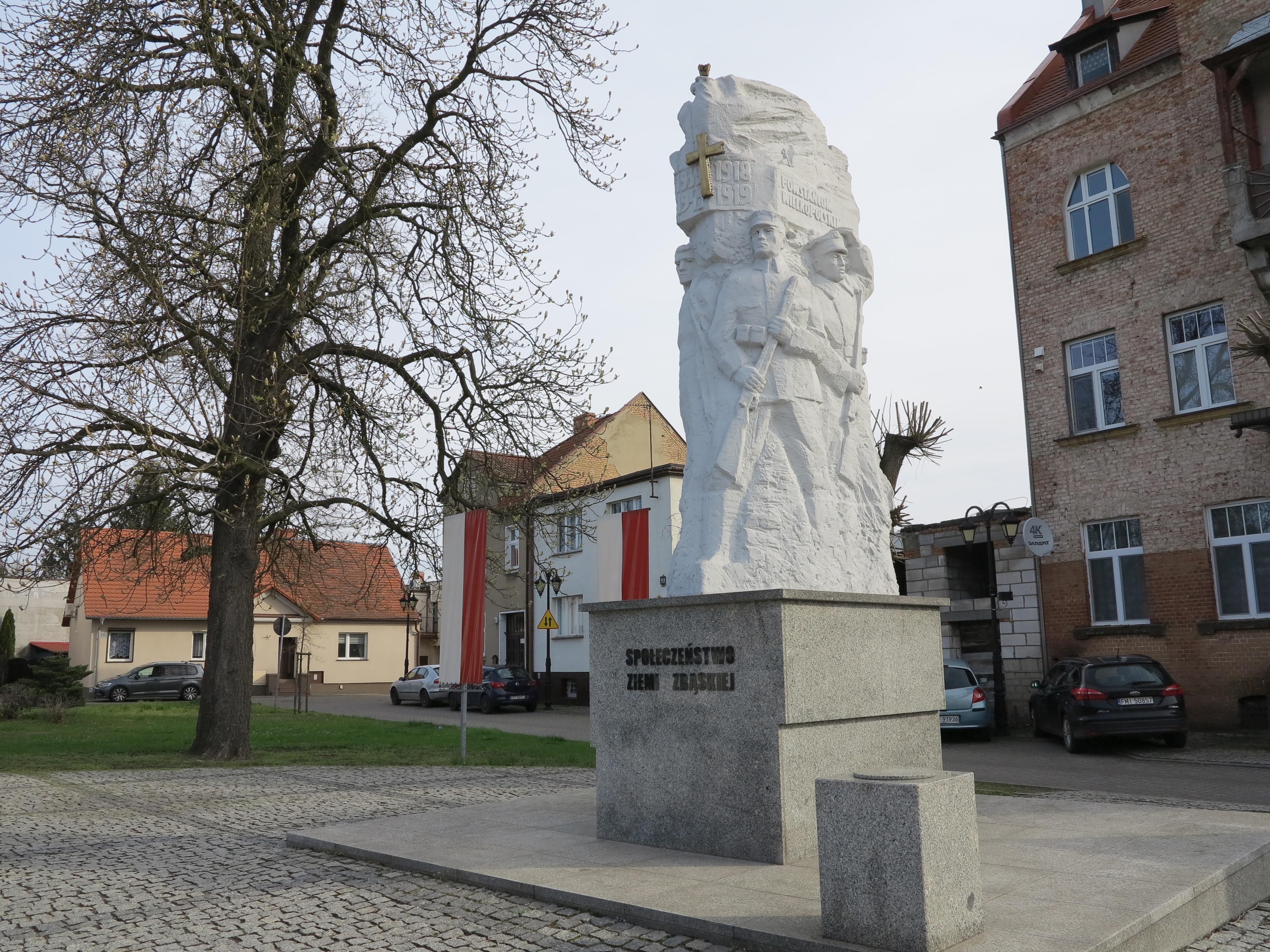
Dieses Denkmal erinnert an den Großpolnischen Aufstand nach dem Ersten Weltkrieg
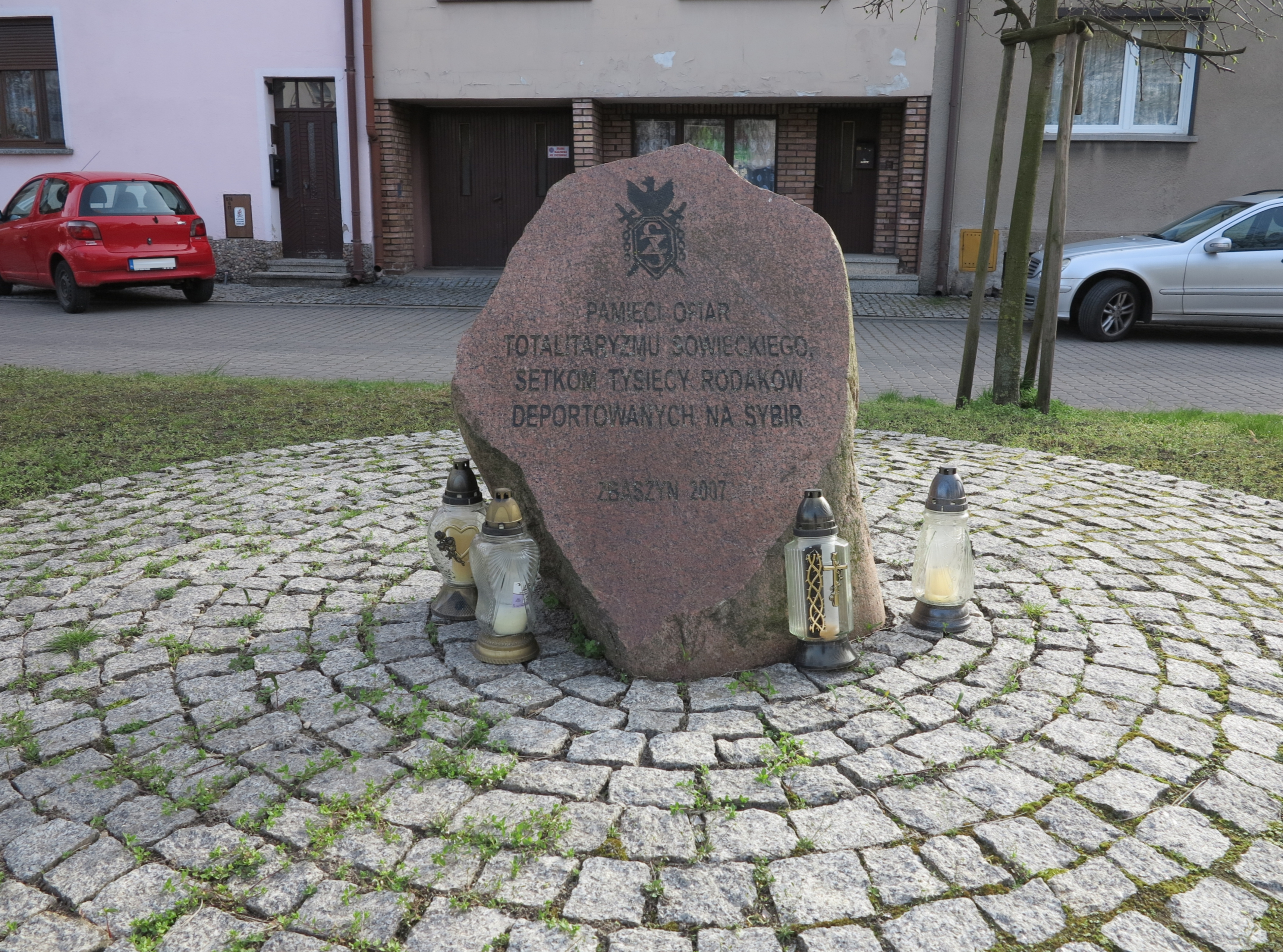
Zum Gedenken an die Opfer des sowjetischen Totalitarismus, Hunderttausender Polen, die nach Sibirien deportiert wurden
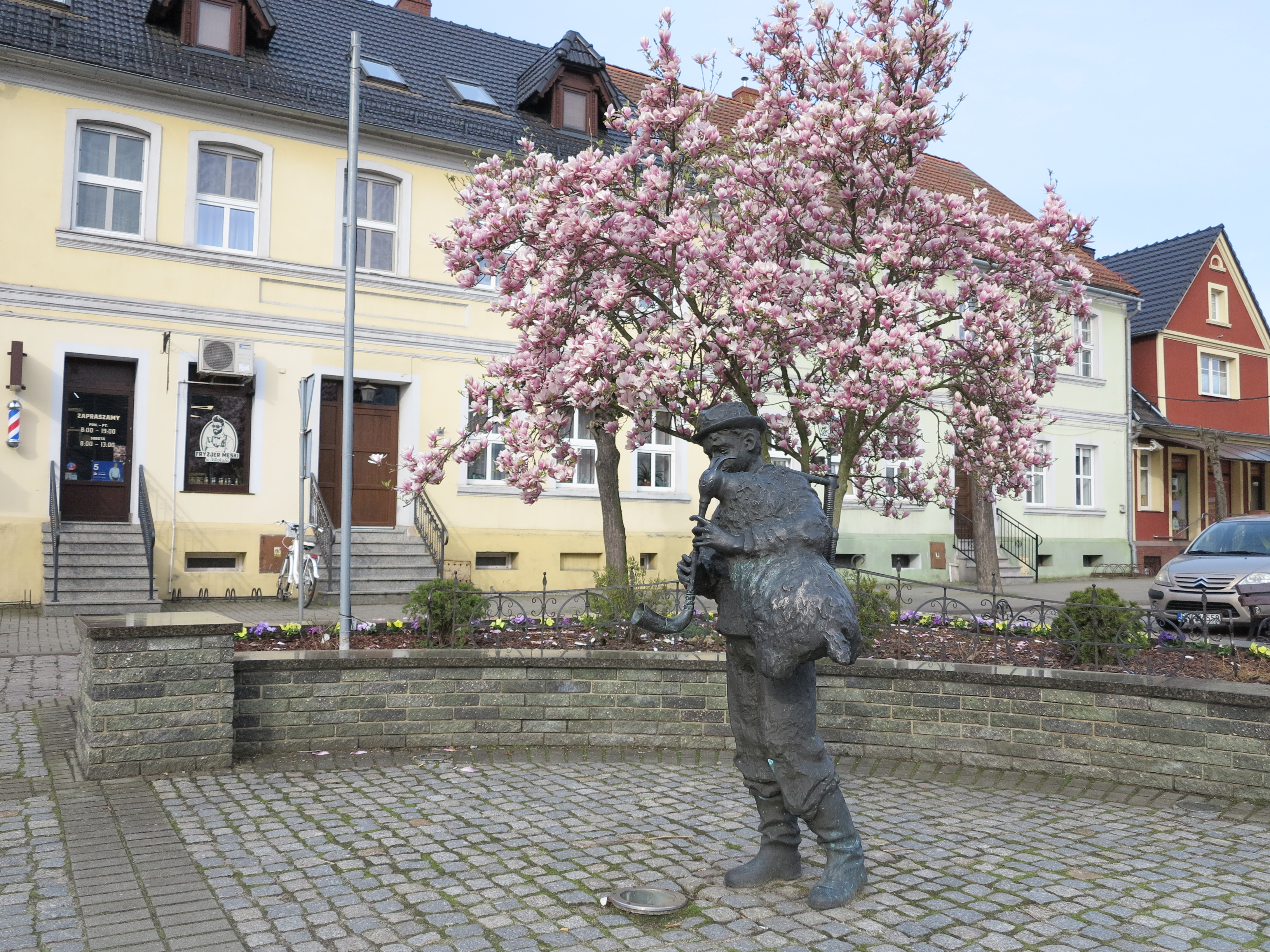
Dudelsackspieler auf dem Marktplatz in Zbąszyń

## Wirtschaft
Die größte Bekleidungsfirma ist ROMEO mit rund 1200 Beschäftigten, die auch ins Ausland exportiert. In der näheren Umgebung gibt es mehrere Bekleidungsfirmen, eine Möbelfabrik SWEDWOOD (Produktionstochter der schwedischen Möbelhauskette IKEA) und mehrere Handwerks-, Produktions- und Dienstleistungsbetriebe.

## Stadtteile
- Rajewo
- Na Kępie
- Kawczńskie
- Przysiółki
- Nowe Domki (Neue Siedlung)
- Stare Miasto (Altstadt)
- Leśne Domki (Waldsiedlung)

## Gemeinde
Zur Stadt- und Landgemeinde (gmina miejsko-wiejska) Zbąszyń gehören folgende Ortschaften:
| Name             | deutscher Name (1815–1920)              | deutscher Name (1939–1945)                  |
| ---------------- | --------------------------------------- | ------------------------------------------- |
| Chrośnica        | Chroschnitz 1908–1920 Kroschnitz        | Kroschnitz                                  |
| Czerwony Dwór    | Rothenhof                               | Rotenhof                                    |
| Dąbrowa          | Dombrowo                                |                                             |
| Edmundowo        | Vorwerk Edmundshof                      | Edmundshof                                  |
| Ernestynowo      | Ernestinowo                             |                                             |
| Kopce            | Vorwerk Kopce                           |                                             |
| Leśne Domki      | Waldhäuser                              | Waldhäuser                                  |
| Łomnica          | Lomnitz                                 | Lomnitz                                     |
| Morgi            | Vorwerk Morgen                          | Morgen                                      |
| Nądnia           | Nandel                                  | Nandel                                      |
| Nowa Wieś-Zamek  | Schloß Neudorf                          | Schloß Neudorf                              |
| Nowa Wieś Zbąska | Neudorf                                 | 1939–1943 Neudorf 1943–1945 Brückneudorf    |
| Nowe Czeskie     | Deutsch Böhmisch                        | Deutsch Böhmisch                            |
| Nowe Jastrzębsko | Friedenau                               | Friedenau                                   |
| Nowy Dwór        | Weidenvorwerk                           | Weidenvorwerk                               |
| Nowy Świat       | Neuwelt                                 | Neuwelt                                     |
| Perzyny          | Pierzyn 1908–1920 Pierschin             | 1939–1943 Seedorf 1943–1945 Pierschen       |
| Piaski           | Neuland                                 | Neuland                                     |
| Poświętne        | Poswientno                              |                                             |
| Przychodzko      | Deutschhöhe                             | Deutschhöhe                                 |
| Przyprostynia    | Brandorf                                | Brandorf                                    |
| Stare Czeskie    | Polnisch Böhmisch 1908–1920 Friedenhain | Friedenhain                                 |
| Stefanowice      | Stefanowo Hauland                       | Stefanshauland                              |
| Stefanowo        | Stefanowo                               | 1939–1943 Stefansdorf 1943–1945 Stefansflur |
| Strzyżewo        | Strese                                  | Strese                                      |
| Szklana Huta     | Glashütte                               | Glashütte                                   |
| Zakrzewko        | Zakrzewko 1913–1920 Bendorf             | Bendorf                                     |
| Zbąszyń          | Bentschen                               | Bentschen                                   |

## Verkehr
Im Öffentlichen Personennahverkehr ist die Stadt über die Bahnhöfe Zbąszyń Główny (Bentschen Hbf) und Zbąszyń Przedmieście (Bentschen-Vorstadt) verbunden mit:
- Zbąszynek (Neu Bentschen)–Zbąszyń–Poznań (Posen)
- Zbąszyń–Wolsztyn (Wollstein)
- Zbąszyń–Międzychód (Birnbaum; seit 1987 Verkehr eingestellt)

Im Straßenverkehr ist Zbąszyń durch die Landesstraße DW302 verbunden. Knapp 12 km nördlich der Stadt befindet sich mit der Autobahn A2 (Europastraße E30) die Ost-West-Verbindung (Deutschland – Polen – Russland).
Die nächstliegenden Flughäfen sind Babimost (Bomst, ca. 18 km) und Posen (ca. 70 km).

## Städtepartnerschaft
Zbąszyń unterhält seit dem 16. Dezember 2004 partnerschaftliche Beziehungen zum Amt Brieskow-Finkenheerd.
Stadtwappen
Das Stadtwappen verweist darauf, dass Zbąszyń im 15. Jahrhundert Zentrum der polnischen Hussiten war.

## Persönlichkeiten
- Marcin Czechowic (um 1532–1632), polnischer unitarischer Theologe
- Albert Rosenthal (1861–1942), deutscher Kaufmann, Ansichtskarten-Verleger und Fotograf, NS-Opfer
- Karl Theodor Paulke (1881–1938), deutscher Musikhistoriker
- Walter Pflaum (1896–1989), deutscher Maschinenbau-Ingenieur, Hochschullehrer und -rektor
- Otto Schmirgal (1900–1944), deutscher antifaschistischer Widerstandskämpfer
- Ernst Altmann (1904–1976), deutscher Chemiker und Hochschullehrer
- Hans Petersson (1902–1984), deutscher Mathematiker
- Arthur Richter (1908–1993), deutscher evangelischer Seelsorger und Theologe
- Willy Philippsborn (1910–1992), deutscher KZ-Häftling und Führer in der Gedenkstätte Buchenwald
- Stanisław Olejniczak (1938–2022), polnischer Basketballspieler